# Korsblomma

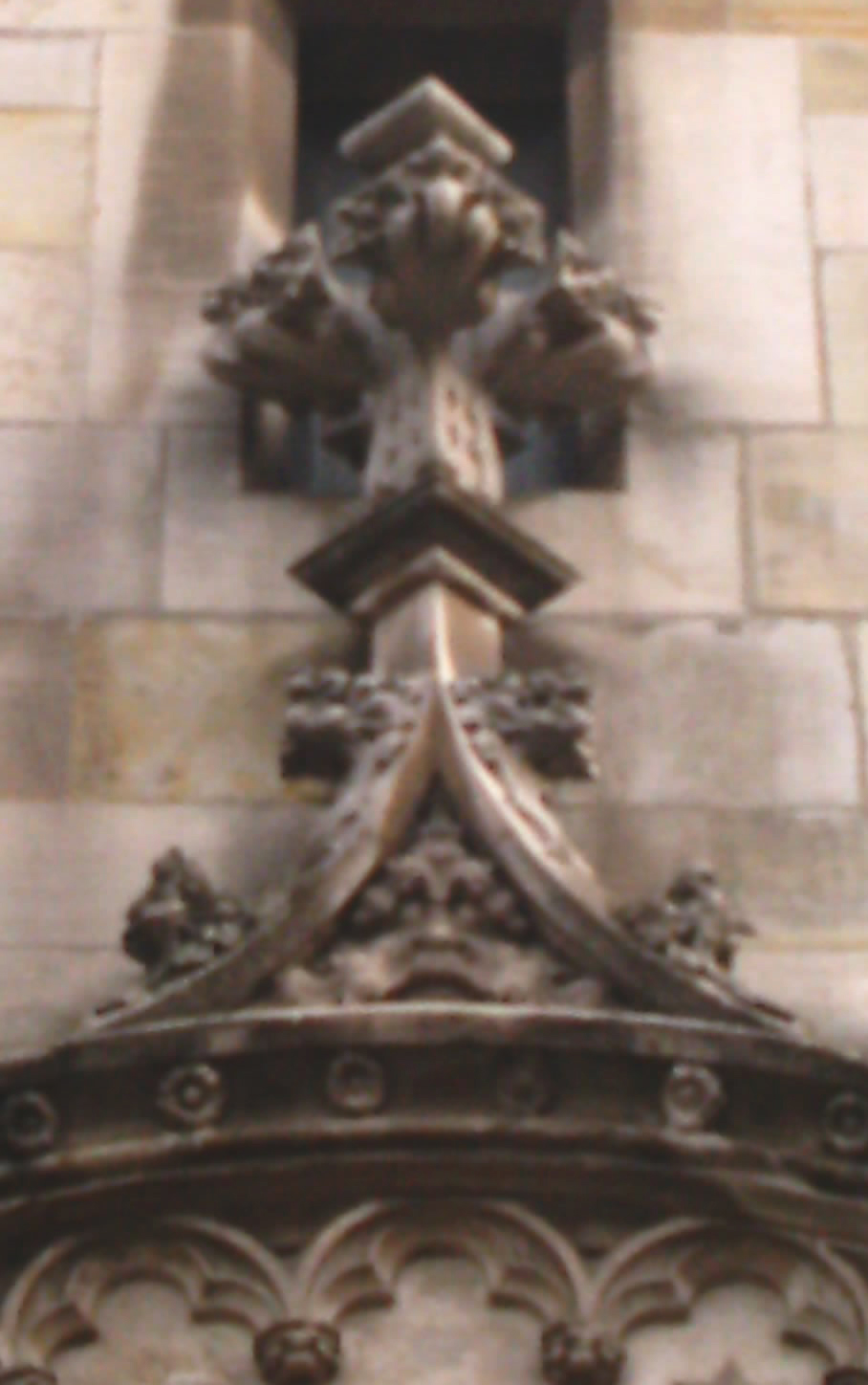
Korsblomma på rådhuset i Aachen.

Denna artikel handlar om det arkitektoniska elementet. För blomman som ibland kallas korsblomma, se Blå passionsblomma och Jungfrulinsläktet.
Korsblomma är ett gotiskt ornament bestående av en central stängel omgiven av fyra bladliknande armar, som tillsammans formar ett tredimensionellt kors, oftast placerat i toppen på en fial, gavel eller liknande.